# Martha's Vineyard
Martha's Vineyard (junto a la pequeña Chappaquiddick Island) es una isla alejada de la costa este de los Estados Unidos, situada al sur de la península de Cabo Cod, formando parte de otras regiones periféricas. A menudo es referida con el nombre de «The Vineyard» (El Viñedo). Con una superficie de 231,75 km², Martha's Vineyard es la 58.ª isla más grande de Estados Unidos y la tercera mayor del litoral del Atlántico.
Está localizada en el condado de Dukes, Massachusetts, que incluye también Cuttyhunk y demás Islas Elizabeth, al igual que la isla de Nomans Land. Fue sede de una conocida comunidad de sordos estadounidense, y, en consecuencia, se creó localmente una lengua de señas.
La isla es conocida principalmente como una colonia de verano. Sin embargo, su población anual ha aumentado considerablemente desde los años 1960. Un estudio de la Comisión de Martha's Vineyard descubrió que el coste de vivir en la isla es un 60% más cara que la media nacional y los precios de la vivienda son un 96% de valor más económico.

## Historia

### Exploración

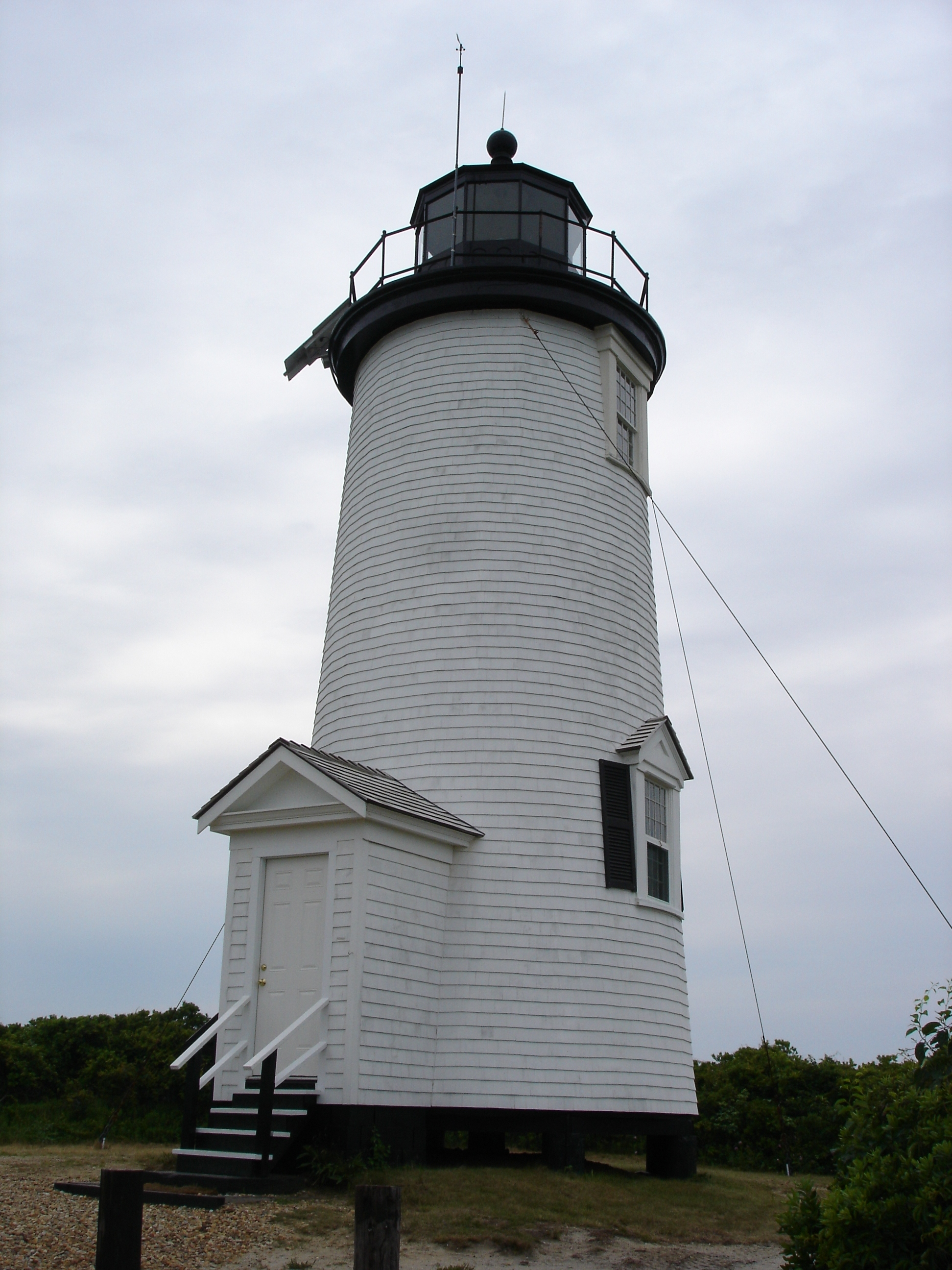
Faro inscrito en el Registro Nacional de Lugares Históricos en Martha's Vineyard.

En un principio estuvo habitada por la tribu nativa wampanoag, Martha's Vineyard fue conocida en su idioma como Noepe o «tierra entre la corriente». Una pequeña isla del sur fue nombrada Martha's Vineyard por el explorador inglés Bartholomew Gosnold, que zarpó rumbo a la isla en 1602. El nombre fue transferido tempranamente a la isla grande. Por lo tanto el octavo descendiente inglés que residía en Estados Unidos puso el nombre de la suegra de Gosnold y su hija, quien murió en la infancia, las dos se llamaban Martha. Gosnold probablemente llamó a la isla Martha's Vineyard por su hija bautizada en St James's Church (actual Catedral de St Edmundsbury), Bury St Edmunds en el condado inglés de Suffolk. Martha está enterrada en el cementerio Great Churchyard donde yace en frente de las ruinas de la abadía entre St Mary's Church y la catedral.

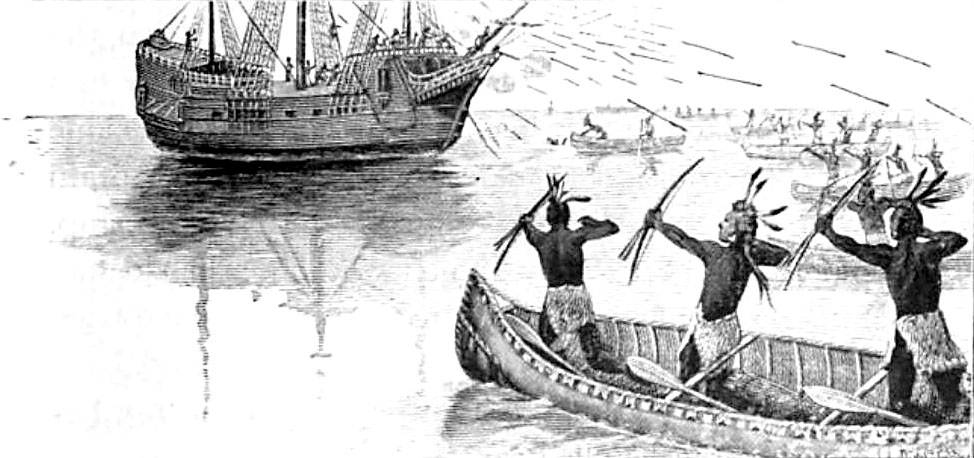
Enfrentamiento de los colonos con los wampanoag.

Por un tiempo la isla fue conocida como Martin's Vineyard (quizás por el capitán del barco de Gosnold, John Martin); muchos isleños por el 1700 la llamaron por este nombre. El consejo de los Estados Unidos sobre nombres geográficos trabajó en la estandarización de los nombres de los lugares después del siglo XIX, incluyendo el uso de apóstrofos. Aun así y por un tiempo el nombre oficial fue Marthas Vineyard, pero el comité cambió su decisión entrando en el siglo XX haciendo que Martha's Vineyard sea uno de los pocos lugares de Estados Unidos que lleve el apóstrofo posesivo.

### Era colonial
El asentamiento inglés tuvo sus orígenes en la adquisición de Martha's Vineyard, Nantucket y las islas Elizabeth por Thomas Mayhew de Watertown, Massachusetts. Mayhew trabajó bajo las órdenes de dos propietarios ingleses de las islas y durante su vida tuvo relaciones amistosas con los wampanoag de la isla, en parte por ser amable con el honor de sus tierras. Su hijo, también Thomas Mayhew, comenzó el primer asentamiento inglés en 1642 en Great Harbor (más tarde Edgartown, Massachusetts).

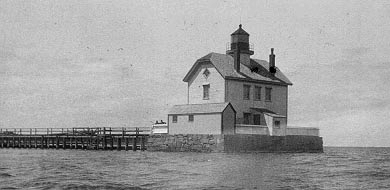
Edgartown en 1828.

El joven Mayhew comenzó una relación con Hiacomes, un prójimo nativo indio, lo que finalmente le llevó a convertir a la familia de Hiacoomes al cristianismo. A la larga, la mayoría de la tribu se hizo cristiana incluyendo a los paw-waws (líderes espirituales) y sachems (líderes políticos). Se podría decir que fue la primera iglesia misionera intercultural en la historia del protestantismo (el trabajo de Eliot comenzó unos pocos años después). Todo parece indicar que el método de Mayhew estuvo notablemente libre de imperialismo cultural, a menudo parte de otras misiones tanto de aquella como de otras épocas. Más avanzado el siglo, durante la Guerra del Rey Philip, el grupo tribal de Martha's Vineyard no se unió a sus parientes tribales en el levantamiento y permanecieron armados, un testimonio de las buenas relaciones establecidas por los Mayhew como líderes de la colonia inglesa.
El joven Thomas Mayhew se perdió en alta mar mientras navegaba hacia Inglaterra en 1657. El lugar de donde se despidió se convirtió en un monumento conmemorativo creado por la tribu wampanoag y está preservada hoy en día. El último Mayhew tomó el liderazgo de la expedición inglesa de la misión india, la relación de Mayhew continuó durante tres generaciones más.

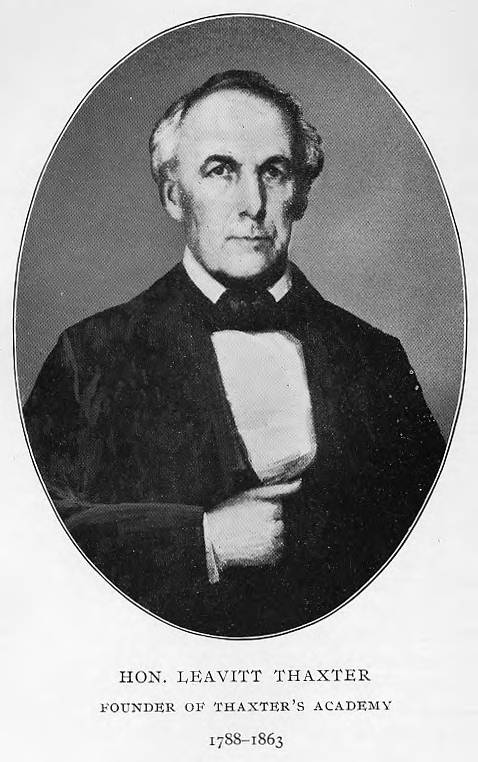
Leavitt Thaxter.

La alfabetización india en las escuelas fundadas por Mayhew e impartidas por Peter Foulger, abuelo de Benjamin Franklin, fue de los primeros nativoamericanos en graduarse en Harvard desde Martha's Vineyard, incluyendo el hijo de Hiacoomes, Joel Hiacoomes. "El barco Joel Hiacoomes partió, al igual que volvió a Boston tras un breve viaje antes de la ceremonia de graduación naufragó en la costa de Nantucket. Caleb Cheeshahteaumauk, el hijo procedente de Sachem de Vineyard Haven se graduó en Harvard en la promoción del 1665 (Moneghan, E.J., 2005, p.59.). El discurso en latín de Cheeshahteaumauk a la corporación (New England Corporation), que comienza "Honoratissimi benefactores" (muy honorables benefactores), se ha conservado. (Gookin, según se cita en Monaghan, 2005, p. 60.). (Gookin, as quoted in Monaghan, 2005, p. 60.) 
Fueron alfabetizados en wampanoag en estudios de inglés, hebreo, griego y latín. Todos los nativos graduados fueron falleciendo poco tiempo después de acabar sus carreras y estudios. No obstante, había muchos predicadores nativos en la isla que predicaban en las iglesias anglicanas. Entre los personajes de este periodo cabe por su parte recordar a Leavitt Thaxter, quien fue considerado cercano a las tribus indígenas, y quien mediante su representación logró que sus intereses se tuviesen en cuenta.
En 1683, el condado de Dukes, Nueva York fue incorporado incluyendo Martha's Vineyard. En 1691, el condado completo fue transferido a la antigua provincia de la bahía de Massachusetts, repartiéndose el territorio entre el condado de Dukes, Massachusetts y el condado de Nantucket.
Martha's Vineyard ha sido conocida mundialmente como «La isla de los sordos» a través de los escritos de Oliver Sacks. Según el autor, en la era colonial vivían allí gran cantidad de personas sordas de origen genético y la población era bilingüe, utilizando el inglés y la lengua de señas en perfecta armonía. Alexander Graham Bell visitó la isla para constatar esa situación.

### Siglo XIX
Al igual que en la cercana isla de Nantucket, Martha's Vineyard se hizo prominente en el siglo XIX por la industria ballenera, durante los cuales, los barcos viajaron alrededor del mundo a la caza de las ballenas para conseguir el aceite y la grasa de ballena. El hallazgo de petróleo en Pensilvania dio inicio a una fuente barata de aceite para faros que llevó casi al colapso de la industria al completo en 1870. Al llegar en 1872 la línea ferroviaria Old Colony a Woods Hole en la parte continental, empezaron a proliferar en la isla las residencias de verano, como en la comunidad de Harthaven, establecida por William H. Hart. Aunque la isla tuvo que luchar económicamente con dureza a lo largo de la Gran Depresión, su reputación como centro turístico y para los ricos siguió creciendo. Continúa habiendo una importante población de la tribu Wampanoag en Vineyard, situados principalmente en la localidad de Aquinnah. Aquinnah fue conocida antiguamente como Gay Head, recientemente se volvió a su nombre original amerindio, su significado en wampanoag es «tierra debajo de la colina».

### Era moderna
El lingüista William Labov escribió su ensayo de maestría acerca de los cambios en el dialecto inglés de Martha's Vineyard. Este estudio de 1963 es generalmente reconocido como una obra seminal para la fundación de la sociolingüística..

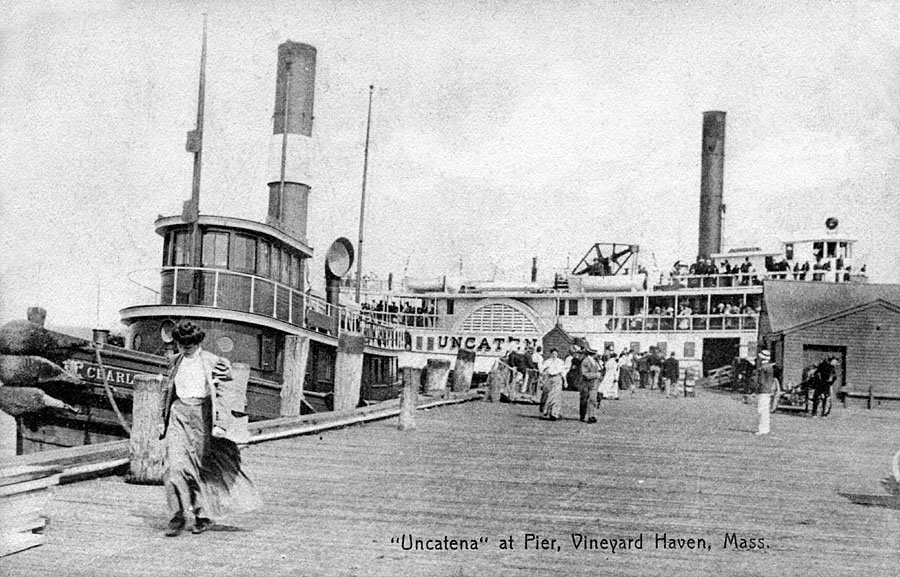
Puerto de Vineyard Haven.

El 18 de julio de 1969, la isla recibió notoriedad internacional cuando Mary Jo Kopechne falleció en un accidente cuando conducía junto al senador estadounidense Edward Kennedy en Dike Bridge. El puente cruzaba Pocha Pond, en la pequeña isla Chappaquiddick, que conecta Vineyard y parte de Edgartown. Estaba pensado como un puente para que lo cruzara la gente a pie o en bicicleta, así como ocasionalmente algún vehículo de emergencias cuando se garantizasen las condiciones de su paso. Actualmente, se permite que los vehículos 4x4 con pases crucen el puente reconstruido.
El 23 de noviembre de 1970, en el océano Atlántico al oeste de Aquinnah, Simas Kudirka, marinero soviético de nacionalidad lituana intentó desertar a los Estados Unidos saltando a un barco de guardacostas desde un barco soviético. Los guardacostas dieron permiso a un destacamento de la KGB para que abordara la barca con el consecuente arresto de Kudirka llevándoselo de vuelta a la Unión Soviética. 
En 1974, Steven Spielberg rodó la película Tiburón en Martha's Vineyard. Spielberg seleccionó a los nativos de la isla: Christopher Rebello como Michael Brody, Jay Mello como Sean Brody, Lee Fierro como la señora Kintner y Craig Kingsbury como Ben Gardner. Vecinos de las islas aledañas aparecieron en la película como extras. Más tarde, se volverían a rodar escenas de Tiburón 2 y Tiburón, la venganza en la isla. En junio de 2005 la isla celebró el 30.º aniversario de Tiburón con una semana en homenaje a la película.
En un Hotel de Martha's Vineyard, Harry y Nola, personajes de la novela La verdad sobre el caso Harry Quebert del suizo Joël Dicker, disfrutan una idílica semana. 
Inconforme con la redistribución, en 1977, Martha's Vineyard intentó separarse de la commonwealth de Massachusetts junto a la isla de Nantucket y convertirse en el estado 51 de Estados Unidos.

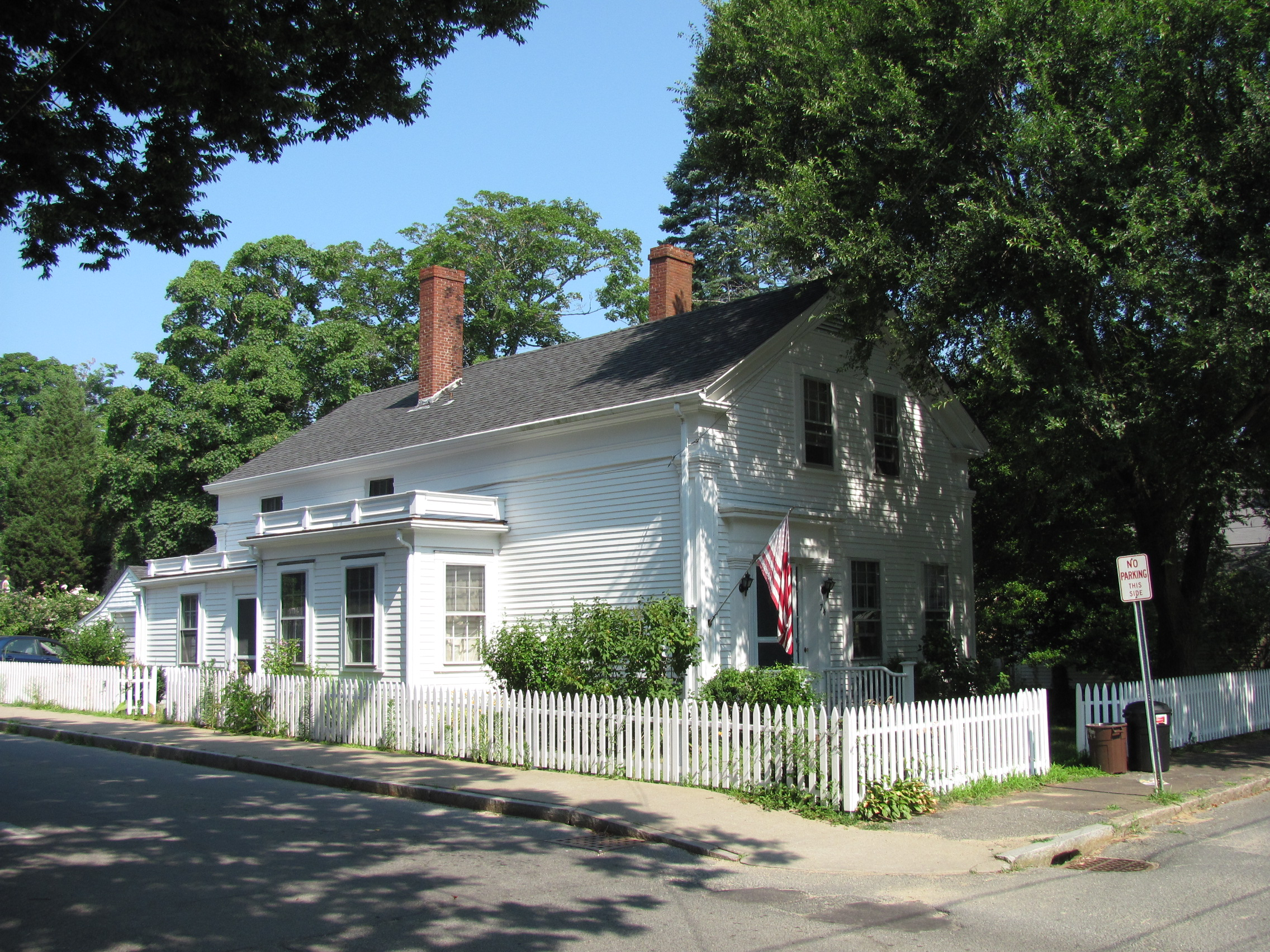
Casa de Vineyard Haven.

El 5 de marzo de 1982, John Belushi falleció por sobredosis en Los Ángeles, cuatro días después fue enterrado en el cementerio Abel's Hill en Chilmark. En su tumba está la frase «Though I may be gone, Rock 'N' Roll lives on» [Aunque pueda haber muerto, el Rock 'N' Roll aún vive]. A causa de las continuas visitas a su tumba y de las amenazas de vandalismos, su cuerpo fue trasladado a otro lugar del cementerio. Mucha gente visita su tumba y en verano incluso se acumula basura (latas de cerveza, porros y otros «recuerdos» para Belushi).
La isla fue el centro de atención internacional cuando el expresidente Bill Clinton pasó sus vacaciones en la isla durante su gobierno junto a su esposa, Hillary Clinton y su hija Chelsea. Mientras que la familia Clinton hizo famosa a la isla durante los tiempos recientes, en el siglo XIX, otro presidente famoso, Ulysses S. Grant fue un visitante en verano asentándose en la casa de Jengibre, en Oak Bluffs.
El 16 de julio de 1999, una avioneta se estrelló frente a la costa de Martha's Vineyard costándole la vida al piloto John F. Kennedy Jr., su esposa Carolyn Bessette y su hermana Lauren Bessette. La madre de Kennedy y antigua primera dama, Jacqueline Kennedy Onassis tenía a su vez una casa en Aquinnah hasta su fallecimiento en 1994.
En verano de 2000, un brote de tularemia, también conocida como fiebre de los conejos, provocó una defunción y suscitó el interés de los CDC, que querían probar la isla como un terreno potencial de investigación para la diseminación por aerosol de la Francisella tularensis. En los veranos que siguieron, se identificó a Martha's Vineyard como el único lugar de mundo en el que casos de tularemia documentados se producían a resultas de cortar el césped.[cita requerida] Es posible que la investigación sea valiosa para la prevención del bioterrorismo.

## Representación política
Martha's Vineyard se compone de seis municipios. Cada municipio está gobernado por un consejo elegido por los votantes de cada ciudad, más adelante con mítines anuales y periódicos en la ciudad. Cada localidad es también miembro del comisionado de Martha's Vineyard que regula la isla mientras sea un asunto de edificación, medio ambiente y cambios estéticos.
Algunos programas gubernamentales de la isla se han regionalizado al igual que el sistema público escolar, control de emergencias y control de deshechos. Hay un crecimiento con visión al futuro para regionalizar zonas legales de aplicación, tratamiento de las aguas y un posible gobierno regional. 
Cada localidad sigue ciertas regulaciones del condado de Dukes.

## Municipios
Las seis localidades de la isla son las siguientes:
- Tisbury, donde se halla la villa principal de Vineyard Haven y la península de West Chop. Es el principal puerto de entrada a la isla para visitantes y mercancías, compartido con el puerto temporal de Oak Bluffs. Aquí es donde se encuentra el Museo de Martha's Vineyard.

- Edgartown, donde se encuentra la isla de Chappaquiddick y Katama. Edgartown es célebre por su tradicional caza de ballenas y por tener la población más grande de la isla por densidad.
- Oak Bluffs es conocida por sus casas de pan de jengibre, su puerto abierto y su concurrida Circuit Avenue. Oak Bluffs disfruta de la reputación como una de las ciudades con mayor vida nocturna, tanto para los residentes como para los turistas. Fue conocida como "Cottage City" desde su separación de Edgartown en 1880 hasta su reincorporación como Oak Bluffs en 1907. Oak Bluffs incluye varias comunidades que han sido destinos populares para afroamericanos adinerados desde principios del siglo XX.[12] También incluye la península East Chop y Harthaven.
- West Tisbury, conocida a menudo como la "Atenas" de la isla.[9] Es un centro agrícola y en agosto de cada año, a finales del mes, se celebra una feria agrícola.
- Chilmark, que incluye la localidad pesquera de Menemsha, también es una zona rural y y cuenta con el terreno más accidentado de la isla. Es el lugar de nacimiento de George Claghorn, maestro constructor naval del USS Constitution, también conocido como "Old Ironsides".
- Aquinnah, antiguamente conocida como Gay Head, era la tierra ancestral de la tribu india wampanoag y alberga los acantilados Gay Head.

Edgartown, Tisbury y Oak Bluffs son pueblos húmedos, es decir, localidades donde se sirve alcohol. West Tisbury y Aquinnah son pueblos húmedos que solo sirven cerveza y vino, y Chilmark es un pueblo seco.

## Acceso
Martha's Vineyard está situada aproximadamente a 3,5 mi de la costa sur de Cape Cod. Se accede por ferry con salidas desde Woods Hole (Massachusetts) y otros ferris parten desde Falmouth, New Bedford, Hyannis y Quonset Point, (Rhode Island). Existe un servicio aéreo desde Boston y (durante la temporada de junio a octubre) desde Providence, Nueva York, Filadelfia, y Washington D. C. hacia el Aeropuerto de Martha's Vineyard. El servicio regular de transporte opera entre varios muelles de ferries y la estación de Amtrak en Providence. Amtrak tiene conexiones con los ferries todo el año.

## Residentes
Los vecinos de Martha's Vineyard la llaman "el Viñedo" y a sus residentes "viñadores".
Su población relativamente pequeña durante el año deja lugar a una gran actividad ciudadana quienes se envuelven en el día a día de las actividades en la isla. Turismo, desarrollo, políticas y muchas otras materias de gran interés para la comunidad. Manteniendo la balanza entre las necesidades de la economía turística y ecológica y la fauna de la isla de suma importancia. En contraste a la influencia temporal de visitantes ricos, el Condado de Dukes permanece como uno de los más pobres del estado. Los residentes tienen establecido recursos para sopesar las contradicciones y el estrés que pueden producir esas circunstancias, notablemente, la comisión de Martha's Vineyard y los Servicios comunitarios de Martha's Vineyard, fundados por el Dr. Milton Mazer, quien había escrito el libro People and Predicaments como una valiosa fuente de perspicacia.
La mayoría de los vecinos de Vineyard están establecidos, anualmente los turistas en verano vienen desde el noreste de la costa estadounidense. Mientras que muchos Vineyarders proceden de buena parte de Estados Unidos y del extranjero, la isla tiende a ser un destino para aquellos que se aproximen.
Además de las celebridades nacionales que tienen residencias en la isla, Martha's Vineyard también dispone de un retiro de verano para la mayoría de familias judías prominentes. [cita requerida] La primera familia judía en construir una residencia de verano en la isla lo hizo a mediados del siglo XX cuando estuvieron implícitamente alejados de las zonas exclusivas de la isla de Nantucket. [cita requerida]
Asimismo, la mayor parte de la afluencia de familias afroamericanas han disfrutado de una tradición desde hace siglos de veranear en la isla. Concentrados principalmente en la localidad de Oak Bluffs y en la zona de East Chop, las familias son históricamente representadas como la élite negra de Boston, Washington D.C. y Nueva York. A día de hoy, la afluencia de familias afroamericanas desde toda la región han estado en Vineyard y la comunidad es conocida por ser una destinación de verano para jueces, psicólogos, hombres de negocios, cirujanos, letrados, escritores, políticos y profesores. La histórica presencia de residentes afroamericanos en la isla fue el resultado al apelativo de una de las más populares playas de Oak Bluff conocida como "The Inkwell" (El Tintero), ésta pequeña playa está en el centro de Oak Bluffs y hay un corto paseo de distancia de las residencias. La película The Inkwell de 1994, dirigida por Matty Rich, se realizó con aquella comunidad de Martha's Vineyard.
Martha's Vineyard también tiene o ha dado un gran número de artistas y músicos, incluyendo a Evan Dando, Tim "Johnny Vegas" Burton de Mighty Mighty Bosstones, James Taylor, Willy Mason, Unbusted, Mike Nichols, Gordon Healy y Kahhots. Historiadores y autores han sido residentes en la isla como la escritora Judy Blume. William Styron también ha residido en Vineyard. La ganadora de The Academy Award Patricia Neal tiene su propio hogar en la isla al igual que Paul McCartney en Edgartown.
La población anual de trabajadores de Martha's Vineyard ha crecido un 30% menos de media que otros residentes del estado mientras tratan de mantener un nivel de vida más allá del 60 % que la media. Mucha gente se ha mudado a zonas más asequibles. Las escuelas se están viendo abandonadas sucesivamente estos últimos años. Típico hogar de artistas y músicos, la mayoría de vecinos de la isla permanecen por cuestión de trabajo en verano y se marchan fuera durante algún tiempo en invierno. La falta de viviendas asequibles en la isla está forzando a muchas familias a mudarse de la isla. Un gran número de trabajadores residentes en Cape Cod toman ferris para empezar el día laboral en la isla.

### Celebridades

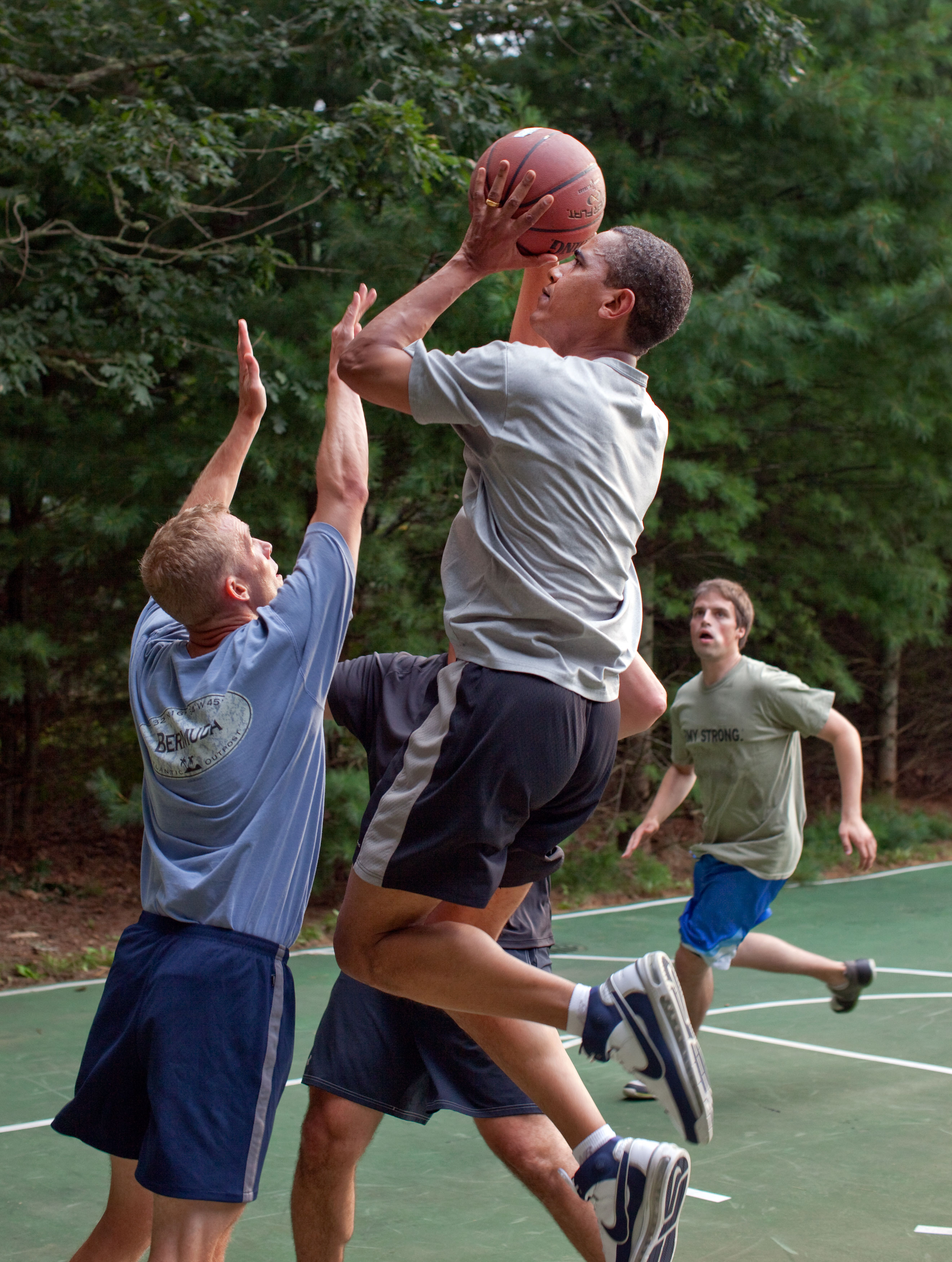
Barack Obama jugando al baloncesto en Martha's Vineyard.

Siendo la causa de que muchos vecinos ilustres, estrellas de cine, políticos, escritores y artistas junto a otros residentes recauden fondos y beneficios para mantener el frágil ecosistema de Vineyard y apoyar a las organizaciones comunitarias y servicios. La más grande de ellas es la anual Possible Dreams Auction.
En la isla, varias celebridades han vivido o visitado con frecuencia la isla, entre ellas el expresidente Bill Clinton, la secretaria de estado Hillary Clinton, David Letterman, Bill Murray, Ted Danson y su mujer Mary Steenburgen, Larry David, los hermanos Farrelly, Meg Ryan y los músicos James Taylor y Carly Simon. También el antiguo presentador de noticias Walter Cronkite y Mike Wallace de 60 minutos siendo residentes durante la época de verano en Martha's Vineyard. Otras apariciones regulares de personas ilustres incluyen al guionista/director Spike Lee, el abogado Alan Dershowitz, Dan Aykroyd y Jim Belushi, el político Vernon Jordan y las reporteras de televisión Diane Sawyer y Charlayne Hunter-Gault. Un gran grupo de visitantes célebres que se han dejado ver durante los años recientes son Reese Witherspoon, Jake Gyllenhaal y la "ángel de Charlie" Kate Jackson, Stanley Tucci, Beyoncé Knowles, Jay-Z, Tom Welling, Steven Tyler y Ray Romano. 
A pesar de las percepciones populares de Vineyard como el Hollywood este, la isla es un remanso de tranquilidad; las celebridades que van a Martha's Vineyard van a disfrutar de su ambiente y no se dejan ver con frecuencia. Los vecinos tienden a ser muy conservadores respecto a la intimidad y privacidad de los famosos. La mayor parte de la vida social en Vineyard transcurre en la privacidad, en las carreteras y no en las pequeñas localidades, en donde en solo dos de las localidades se vende alcohol.

## Puntos de interés

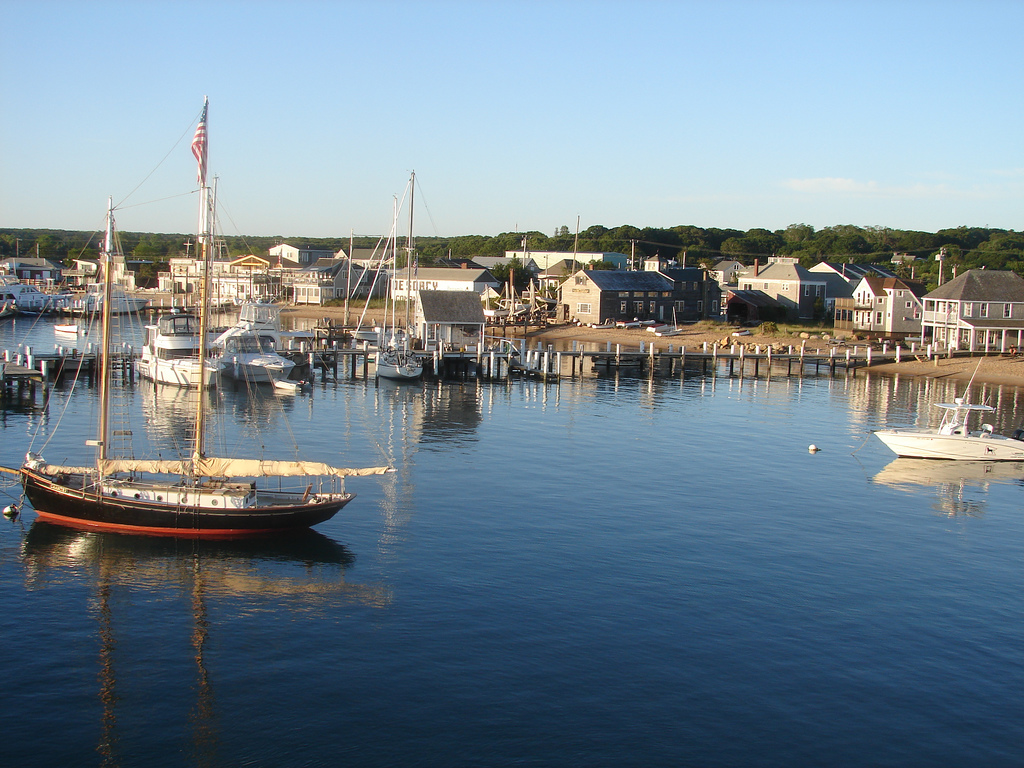
Puerto de Vineyard Haven.

### Vineyard Haven (Tisbury) (antiguamente "Holmes Hole")
- Muelle de la Steamship Authority (transporte anual a Woods Hole y New Bedford)
- Parque Owen y Legion Field
- Lago Tashmoo, incluido mirador
- Puerto Vineyard Haven Harbor, incluye líneas marítimas
- Laguna
- El Black Dog y Teatro Capawock
- West Chop, incluye el faro y los bosques West Chop

### Oak Bluffs (Antiguamente "Cottage City")
- Muelle de la Steamship Authority (transporte temporal hasta Woods Hole y New Bedford).
- Puerto Oak Bluffs Harbor (transporte anual hasta Falmouth y temporal hasta Hyannis, Nantucket y Quonset Point).

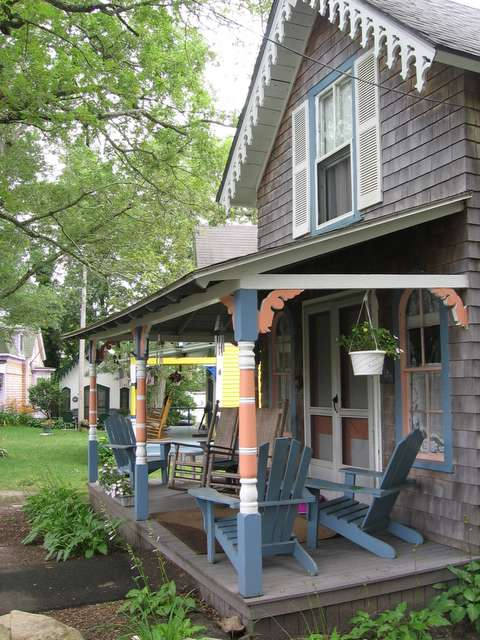
Casa de Jengibre en Oak Bluffs.

- Carrusel tiovivo (el tiovivo operativo más antiguo de Estados Unidos).
- Circuit Avenue y teatros Strand
- La Asociación de campamento de Martha's Vineyard (MVCMA), conocida como Los campings, que incluye cerca de 350 casas elaboradas de jengibre que sirven como punto de encuentro de la comunidad.
- Ocean Park, Hiawatha Park y Viera Park.
- Club de golf Farm Neck
- Playa estatal e Inkwell (set de rodaje para la película The Inkwell).
- Bosque estatal Manuel F. Correllus.
- East Chop, incluido el faro East Chop.
- Eastville.
- Harthaven.
- Parque de skateboard de Martha's Vineyard (cerca del instituto).
- Tall Timbers.

### Edgartown

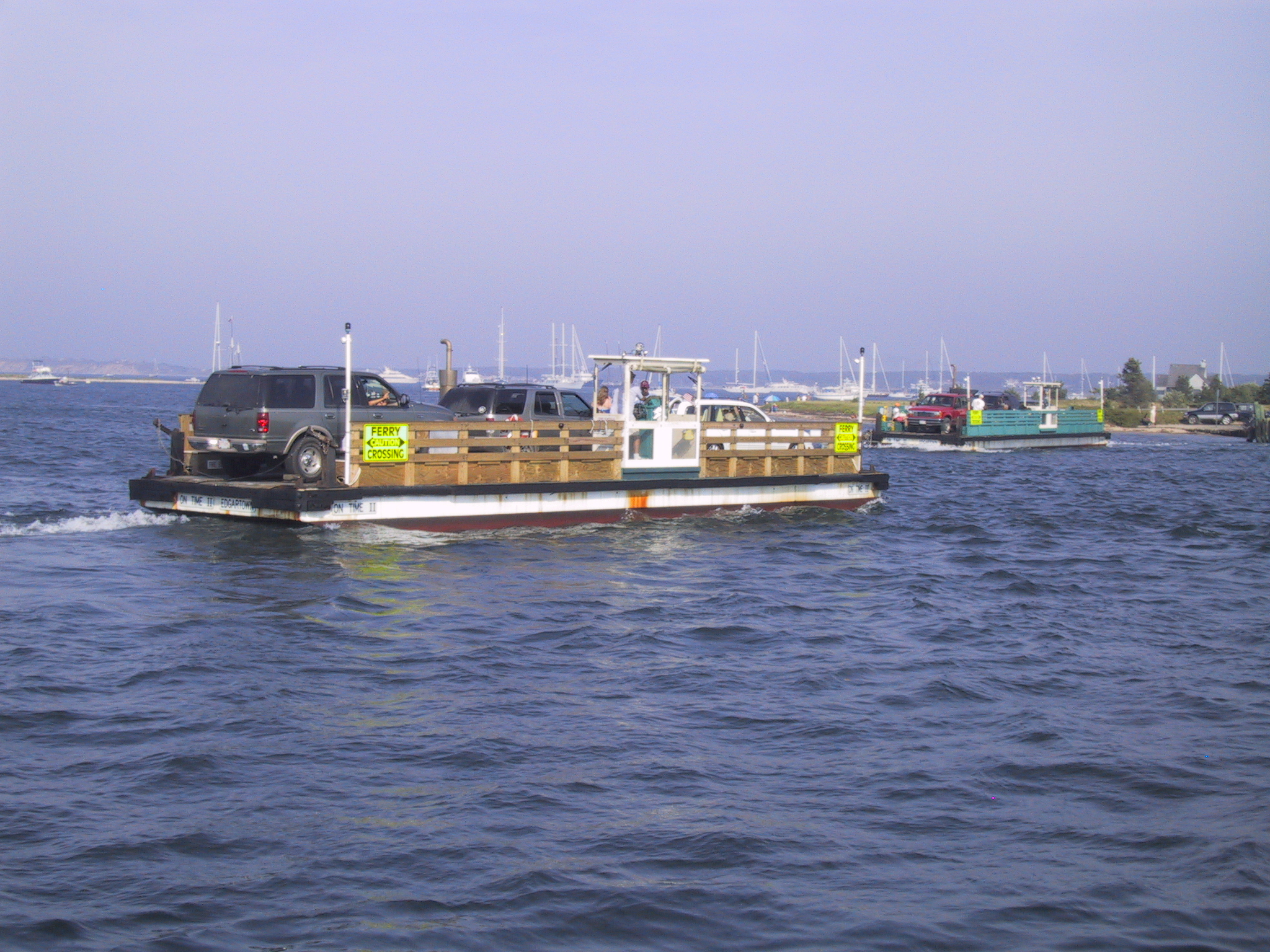
El On Time (también conocido como el Chappy Ferry) debe su nombre, no a su horario sino a que los barcos van por las líneas que fueron construidas a su hora (on time) sin contar aquellas que están pendientes de construcción. El trayecto entre Martha's Vineyard y Chappaquiddick dura entre 2-3 minutos.

Edgartown es una antigua ciudad ballenera (dedicada a la caza de la ballena) que resurgió en el siglo XX gracias a su playa y a la práctica de la vela. Caracterizada por las casas de los siglos XVIII y XIX, incluyendo los hogares de los capitanes balleneros bien conservada e iglesias históricas.
- Puerto y faro Edgartown.
- Iglesia ballenera de la sociedad de historia y conservación de Martha's Vineyard.
- Reserva natural Félix Neck de la sociedad Audobon de Massachusetts.
- Katama, incluido South Beach y campo aéreo de Katama.
- Chappaquiddick - incluye el ferri, Mytoi, Wasque y el refugio natural de Cape Poge y faro.

### West Tisbury
- Aeropuerto de Martha's Vineyard.
- Christiantown, incluye refugio Cedar Tree Neck y la capilla Mayhew.
- Grange Hall.
- Alley's General Store.
- North Tisbury, Lambert's Cove y Makonikey.

### Chilmark
- Menemsha, incluido el puerto Menemsha Harbor (popular destinación de verano), Laguna Menemsha y "Squid Row".

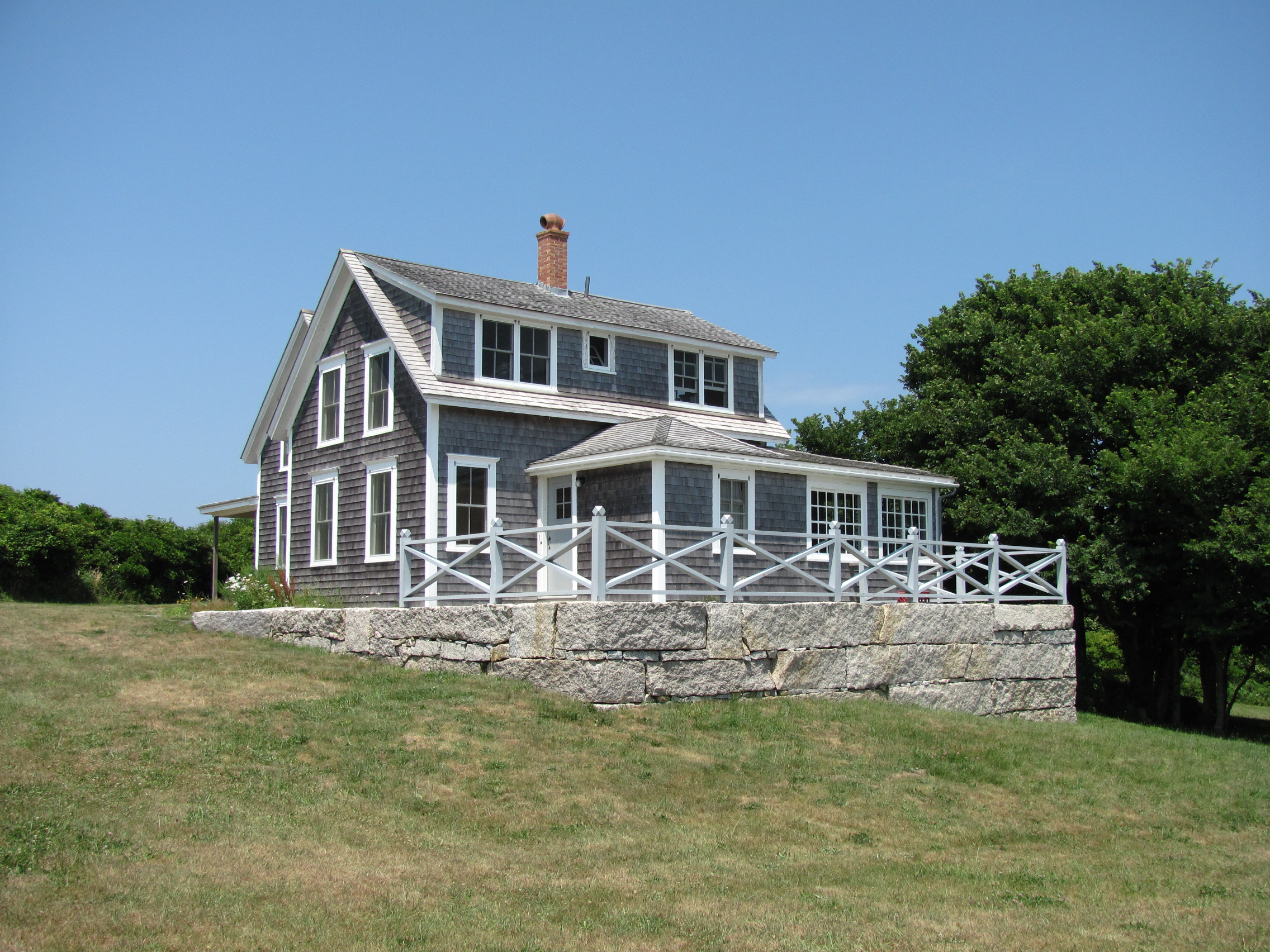
Casa en Aquinnah.

- Playa Lucy Vincent.
- Río Tiasquam.
- Reserva Menemsha Hills.
- Centro comunitario de Chilmark.
- Beetlebung Corner.

### Aquinnah (antiguamente "Gay Head")
- Acantilados Gay Head.
- Faro Gay Head.
- Lobsterville.

### Playas conocidas
- Cape Pogue
- The Inkwell
- Lambert's Cove Beach
- Lobsterville Town Beach
- Lucy Vincent Beach
- South Beach de Katama
- State Beach
- Harthaven Beach

## Educación
Martha's Vineyard es gestionada por Martha's Vineyard Public Schools:
- Edgartown School (Nivel K-8)
- West Tisbury School (Nivel K-8)
- Oak Bluffs School (Nivel K-8)
- Tisbury School (Nivel K-8)
- Chilmark School (Nivel K-5)
- Martha's Vineyard Public Charter School (Nivel K-12)
- Martha's Vineyard Regional High School (Nivel 9-12)

Cinco de los seis municipios han tenido su propia escuela de educación elemental, mientras que los residentes de Aquinnah usualmente estudian cerca de Chilmark's Elementary School. El colegio de Chilmark tan solo gestiona los grados de pre-K hasta 5º, así que los estudiantes de grado 6º y 8º deben asistir a otro colegio de educación media, normalmente el Tisbury School. Martha's Vineyard Regional High School, localizado en Oak Bluffs sirve a toda la isla.

## Eventos anuales

### Todas las localidades
- Annual Martha's Vineyard Striped Bass and Bluefish Derby (15 de septiembre - 15 de octubre)

### Aquinnah
- Aquinnah Music Festival.[15]

### Chilmark
- Chilmark Road Race (agosto)

### Edgartown
- Desfile del 4 de julio
- Carrera de motoras de agua en el club de yaye de Edgartown (participación de embarcaciones ganadora de la America's Cup)
- Martha's Vineyard Striped Bass and Bluefish Derby

### Oak Bluffs
- The Grand Illumination
- Oak Bluffs Harbor Festival
- Fuegos artificiales anuales, presentado por el departamento de bomberos de Oak Bluffs
- Juneteenth Celebration
- Oak Bluffs Monster Shark Tournament (retransmisión por ESPN)
- Festival de chile
- Derby anual VFW Fluke
- The Striped Bass and Bluefish Derby (september)
- Annual Dick's Bait y Tackle Memorial day weekend tournament

### Tisbury
- Last Day/First Night. Many events and fireworks.
- Tisbury Street Fair
- Santa arrives on the ferry every December.

### West Tisbury
- Feria agrícola de Martha's Vineyard
- Mercado agrícola
- Mercado de las pulgas

## Turismo
Vineyard ha crecido como un destino turístico principalmente por su clima en verano (la temperatura rara vez sube a los 90 °F (32,2 °C)) y sus playas. Es un lugar idóneo a la que va la gente a relajarse. Las actividades y vida social tienen su lugar en puntos de encuentro, nunca en las pequeñas localidades.

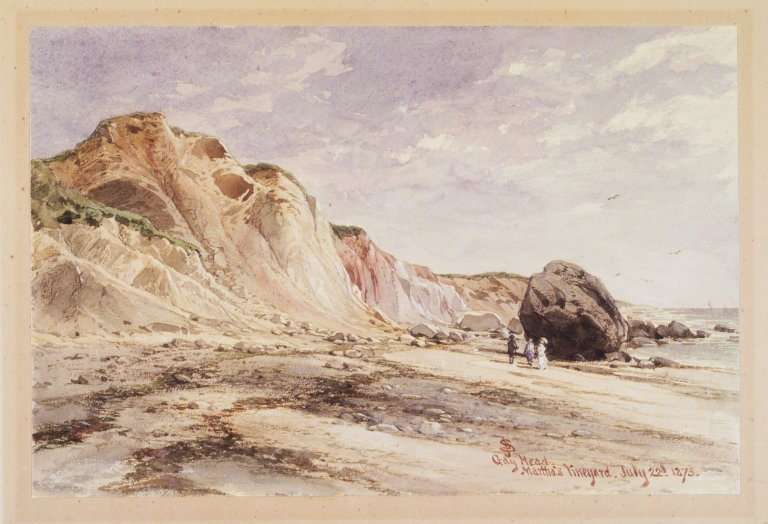
Acantilados en Aquinnah, dibujo en el Museo de Brooklyn.

Durante la época de la caza de la ballena numerosos adinerados capitanes y comerciantes de Boston crearon propiedades en Martha's Vineyard con los beneficios de sus negocios. A día de hoy, Martha's Vineyard se ha vuelto uno de los lugares más prominentes de veraneo, atrayendo a numerosas celebridades. El aeropuerto conecta la isla con un servicio aéreo.
Martha's Vineyard es uno de los tradicionales resorts de la comunidad afrodescendiente de clase alta. Debido a la larga historia de armonía racial en la isla, muchas familias comenzaron a veranear desde hace un siglo. El centro de cultura negra de Martha's Vineyard se encuentra en Oak Bluffs, donde reside una importante comunidad afrodescendiente. La playa principal fue rodada en la película The Inkwell por los propios residentes.
La isla tiene una población anual de 30,000 habitantes en las seis localidades; en verano, recibe 150,000 visitantes. La semana más bulliciosa es el 4 de julio, seguido de la feria agrícola de finales de agosto, coincidiendo con las vacaciones escolares.
En 1985, las islas Martha's Vineyard y Chappaquidick fueron incluidas en una nueva área vinicultural designada para el vino con denominación de origen: Martha's Vineyard AVA. Vinos producidos a partir de uvas maduradas en las dos islas que tan solo se pueden vender en tiendas que tengan el sello Martha's Vineyard AVA designada. En Martha's Vineyard se encuentra la viña Chicama Vineyards, concretamente en West Tisbury.
Otras atracciones populares incluyen el festival de iluminación y el carrusel en Oak Bluffs y la granja de Katama en Edgartown.

## Radio y TV

### Televisión
- Plum TV, Ch. 76 disponible en Comcast Video-on-Demand alrededor de New England
- Martha's Vineyard Public Access Community Television, Canales. 13,14,15

### Radio
- MVY Radio, 92.7 FM
- rsl.radiostreamer.com emisión también en la web

## Sordera hereditaria y lengua de señas
Una elevada tasa de sordera hereditaria está documentada en Martha's Vineyard durante casi dos siglos. Esta sordera hereditaria en la isla no puede ser rastreada hasta un antepasado común, y se cree que se originó en el Weald, una comarca del condado inglés de Kent, antes de la inmigración. La investigadora Nora Groce calcula que a finales del siglo XIX, 1 de cada 155 habitantes de Vineyard nacía sordo (un 0,7%), casi veinte veces la tasa del país en su conjunto (1 de cada 2.730, o el 0,04%).
Después del siglo XIX se consumó en matrimonio de los cuales un 65% de los matrimonios fue entre sordos y esposas con discapacidad auditiva de menor medida (porcentaje más alto que la media en Estados Unidos de un 20%) y la lengua de señas de Martha's Vineyard fue de uso común por los residentes sordos hasta mediados del siglo XX. Esto permitió a los residentes con discapacidades auditivas integrarse sin problemas dentro de la sociedad. 
En el siglo XX, el turismo comenzó a ser el pilar principal de la economía de la isla. Sin embargo, el trabajo en el sector turístico no estuvo a disposición de la gente con discapacidad auditiva como la pesca o trabajos de granja. En consecuencia, la endogamia y la inmigración unió a la población de Martha's Vineyard por todo el territorio, la comunidad insular empezó a parecerse más y más a una gran comunidad. 
La última persona con sordera nacida dentro de la tradicional lengua de señas de la isla, Katie West, falleció en 1952, pero un grupo de residentes de mayoría de edad llegaron al acuerdo en llamarla MVSL en la década de los años 80 cuando se investigó acerca de los comienzos de la lengua.